# Växjö HF
Växjö Handbollsförening (Växjö HF) är en handbollsförening från Växjö i Kronobergs län, bildad 1972 genom en utbrytning ur Växjö BK.
Herrlaget har spelat tre säsonger (1991/1992, 1992/1993 och 1993/1994) i Elitserien (nuvarande Handbollsligan). Laget tränades då av Peter Hedin.
Herrjuniorerna blev svenska juniormästare år 2000 efter att ha slaget HK Eskil i finalen efter två förlängningar. Jonas Källman gjorde tolv mål i finalen som spelades i Lund. Laget tränades av Per-Olof "Peppe" Jonsson. Klubbens flicklag vann flick-SM 2003.

## Spelare i urval
- Christian Ericsson
- Hans "Hasse" Karlsson
- Jonas Källman
- Åke Muwanga
- Elliot Stenmalm
- Philip Stenmalm